# Маунт-Клер (Іллінойс)
Маунт-Клер (англ. Mount Clare) — селище (англ. village) в США, в окрузі Макупін штату Іллінойс. Населення — 311 особа (2020).

## Географія
Маунт-Клер розташований за координатами 39°5′50″ пн. ш. 89°50′2″ зх. д. / 39.09722° пн. ш. 89.83389° зх. д. (39.097247, -89.833869).  За даними Бюро перепису населення США в 2010 році селище мало площу 4,02 км², з яких 3,92 км² — суходіл та 0,10 км² — водойми.

## Демографія
Згідно з переписом 2010 року, у селищі мешкало 278 осіб у 121 домогосподарстві у складі 79 родин. Густота населення становила 69 осіб/км².  Було 135 помешкань (34/км²).
Расовий склад населення:
| - 99,3 % — білих |

До двох чи більше рас належало 0,7 %. Частка іспаномовних становила 0,0 % від усіх жителів.
За віковим діапазоном населення розподілялося таким чином: 18,0 % — особи молодші 18 років, 63,7 % — особи у віці 18—64 років, 18,3 % — особи у віці 65 років та старші. Медіана віку мешканця становила 48,4 року. На 100 осіб жіночої статі у селищі припадало 95,8 чоловіків;  на 100 жінок у віці від 18 років та старших — 96,6 чоловіків також старших 18 років.
Середній дохід на одне домашнє господарство  становив 45 970 доларів США (медіана — 38 750), а середній дохід на одну сім'ю — 54 152 долари (медіана — 51 875). Медіана доходів становила 46 250 доларів для чоловіків та 40 833 долари для жінок. За межею бідності перебувало 21,7 % осіб, у тому числі 41,2 % дітей у віці до 18 років та 8,0 % осіб у віці 65 років та старших.
Цивільне працевлаштоване населення становило 74 особи. Основні галузі зайнятості: освіта, охорона здоров'я та соціальна допомога — 21,6 %, виробництво — 20,3 %, роздрібна торгівля — 12,2 %, публічна адміністрація — 8,1 %.